# Henrik Reuterdahl
Henrik Reuterdahl (Malmö, 11 settembre 1795 – Uppsala, 28 giugno 1870) è stato un arcivescovo luterano svedese, arcivescovo di Uppsala dal 1856 fino alla sua morte.
Originario di Malmö, rimase orfano quando era ancora molto giovane e dovette contare sull'aiuto di persone esterne alla famiglia per ottenere supporto e istruzione. Nonostante le difficoltà, riuscì a studiare teologia, filologia e storia della Chiesa, all'Università di Lund, sotto l'influenza di docenti come Erik Gustaf Geijer e delle opere di Friedrich Schleiermacher, da poco in voga a Lund. Successivamente pubblicò una storia della Chiesa in Svezia, e fu membro dell'Accademia Svedese.

## Genealogia episcopale
La genealogia episcopale è:
- Papa Clemente VII
- Vescovo Petrus Magni
- Arcivescovo Laurentius Petri
- Vescovo J.J. Vestrogothus
- Vescovo Petrus Benedicti
- Arcivescovo Abraham Angermannus
- Arcivescovo Petrus Kenicius
- Arcivescovo Olaus Martini
- Arcivescovo Laurentius Paulinus Gothus
- Vescovo Jonas Magni
- Arcivescovo Johannes Canuti Lenaeus
- Arcivescovo Johan Baazius il Giovane
- Arcivescovo Olov Svebilius
- Arcivescovo Erik Benzelius il vecchio
- Vescovo Jesper Svedberg
- Arcivescovo Johannes Steuchius
- Arcivescovo Karl Fredrik Mennander
- Arcivescovo Uno von Troil
- Arcivescovo Jacob Axelsson Lindblom
- Arcivescovo Carl von Rosenstein
- Arcivescovo Johan Olof Wallin
- Arcivescovo Hans Olov Holmström
- Arcivescovo Henrik Reuterdahl